# سيليكات الكالسيوم
سيليكات الكالسيوم مركب كيميائي من عناصر السيليكون والأكسجين والكالسيوم، صيغته CaSiO3، ويوجد على شكل صلب بلوري أبيض اللون.

## التحضير
يحضر المركب من تفاعل صهر أكسيد الكالسيوم مع ثنائي أكسيد السيليكون عند درجات حرارة مرتفعة:
{\displaystyle \mathrm {CaO+SiO_{2}\longrightarrow CaSiO_{3}} }

## الخواص
يوجد المركب في الشروط القياسية على شكل صلب بلوري أبيض اللون، وهو عملياً غير منحل في الماء.

## الاستخدامات
يستخدم سيليكات الكالسيوم في بعض البلدان مثل دول الاتحاد الأوروبي ضمن الإضافات في الصناعات الغذائية، وذلك مضادّاً للتكتّل، حيث له رقم إي E552.